# Teatro La Cucina
Il Teatro La Cucina è un teatro di Milano, ospitato nella sede dell'ex Ospedale Psichiatrico Paolo Pini nel quartiere Affori.

## Storia
Il Teatro La Cucina venne fondato nel 1996 con l'obiettivo di creare un cantiere residenziale per artisti, che qui trovano le condizioni e il supporto per sviluppare nuove creazioni nell’ambito del teatro, della danza e della musica. L’accoglienza di compagnie, artisti, e del pubblico, è fortemente improntata alla residenzialità legata oltre che al Teatro, anche ai servizi alberghieri e di ristorazione d’impresa sociale al Pini. Dal 2008 Olinda ospita al Teatro La Cucina compagnie del teatro di ricerca. Il Teatro La Cucina si differenzia dagli altri teatri milanesi per la scelta di dedicare gran parte dell’anno alle residenze teatrali. Presso il Teatro la Cucina si tiene annualmente la rassegna teatrale da vicino nessuno è normale.